# El reñidero
El reñidero es una obra de teatro publicada en 1962 por el dramaturgo, periodista, actor y libretista argentino Sergio De Cecco, nacido en Buenos Aires en 1931 y fallecido en la misma ciudad el  26 de noviembre de 1986.
Fue galardonada con el Premio Municipal de obras inéditas, se estrenó el 11 de enero de 1964 en el teatro al aire libre del Jardín Botánico y se repuso el 20 de junio del mismo año en la Sala Casacuberta del Teatro General San Martín de Buenos Aires. En ambos casos las puestas fueron dirigidas por Salvador Santángelo.
Desde entonces ha sido representada en numerosas oportunidades en el Teatro General San Martín y en otros escenarios del país. Fue llevada a la pantalla bajo la dirección de René Mugica y obtuvo el 3.er. premio del Instituto de Cinematografía, para finalmente ser seleccionada como representante de su país en el Festival Internacional de Cine de Cannes, Francia.
En 1975, en Inglaterra, se estrenó una versión de El reñidero y también se presentó en el teatro Colón una versión libre de esta obra. Betty Gambartes escribió la ópera tanguera Orestes con música de Diego Vila basada en El reñidero, que fue estrenada con éxito en Europa.

## El autor
De Cecco se identificó, principalmente con El reñidero y con Capocómico, con la corriente de los "nuevos realistas" de la década del 60, seguidores de los estadounidenses Arthur Miller y Tennessee Williams, integrada entre otros por Ricardo Halac, Roberto Cossa, Ricardo Talesnik, Julio Mauricio, Germán Rozenmacher y Carlos Somigliana.
Se trata de una corriente crítica hacia al menos tres direcciones fundamentales:
1) Contra los anteriores modelos de escritura dramática: se plantearon llevar a la escena al hombre común argentino, en términos más realistas, más cercanos a la cotidianeidad, prescindiendo de la necesidad del personaje "optimista" y de la defensa del "triunfo final" propios del realismo socialista maniqueo;
2) contra los valores culturales de la clase media, principal consumidora del teatro nacional, a la que consideraban ignorante, hipócrita, violenta tras una apariencia de moderación, reaccionaria disfrazada de progresista y puesta al servicio de la defensa del statu quo de una sociedad objetable en muchos aspectos; y
3) contra los patrones reaccionarios y el autoritarismo militar y conservador de ciertos sectores políticos nacionales, por lo cual en sus textos subyacía la necesidad de un cambio o, en los textos más radicalizados, de una revolución.

## Comparación conElectra
En El Reñidero Orestes no mata a Soriano, en la primera oportunidad; pues todavía lo consideraba como sólo una sombra; o más aún: "nada", pero sí lo hará más adelante en un ataque de furia.
En el texto de Electra, la muerte de Egisto no está dada explícitamente como sí lo es en El reñidero.
En Electra Orestes mata a su madre para que su hermana ya no sufra sus injurias en tanto que en la obra de De Cecco ella al ver a su amante muerto se suicida presionando su cuerpo contra el cuchillo, todavía en manos de Orestes, con el cual fue asesinado Soriano.
Siguiendo la tragedia de Sófocles, De Cecco aparta al personaje de Orestes para crear su propio Orestes. Es a través de este personaje que el tema se desplaza hacia el verdadero nudo dramático: la época, el cambio de perspectiva sociopolítica y la desmitificación del guapo. Es la víctima del choque de las fuerzas dramáticas; es el verdadero protagonista de la obra en la creación del autor.
El tema de la muerte de Pancho Morales, sirve de apoyatura a desenvolver el personaje de Elena, quien toma sobre sí no sólo la muerte, sino también la persona de su padre. La adhesión incondicional a los valores de Pancho Morales, a su época terminada, constituye su destino infausto; un castigo que la lleva a sumir, aún sin desearlo, el odio y la sed de venganza que la irá consumiendo.
De esta manera, Sergio De Cecco humaniza a los personajes, pluraliza sus deseos, los desgarra con sus conductas éticas.
Mantiene así una sólida estructura, trasladando con inteligencia y cuidado estilístico la obra Electra a una época y medio incuestionablemente argentinos.

## La obra
La obra fue escrita tomando como base a la Electra de Sófocles. Pueden citarse como dramaturgos argentinos que también tomaron obras de este autor griego a Leopoldo Marechal y Griselda Gambaro que reescribieron la historia de la condena de la hija de Edipo en sus respectivas Antígona Vélez (1951) y Antígona furiosa (1986), contextualizándola en el campo, en el primer caso, y en Buenos Aires, en el segundo. También autores tan dispares como Horacio Rega Molina, Juan Carlos Ferrari y Osvaldo Dragún tomaron de tragedias y comedias griegas un conjunto de personajes y motivos característicos, para reelaborarlos desde otro punto de vista o incluso, para concretar parodias, como Mauricio Kartun en  Salto al cielo, sobre Las aves, de Aristófanes.
La tragedia contenida en El reñidero tiene lugar en 1905, cuando el barrio de Palermo de la ciudad de Buenos Aires era el límite entre el mundo rural y la ciudad capital. La barriada aparece retratada como el reino del terror, un arrabal donde se vive “a rempujones, a puro estrilo, daga y sangre”. Las únicas leyes respetadas son las que dicta una ética primitiva basada en el culto al coraje y, en definitiva, toda disputa se resuelva a punta de cuchillo. Es por esto que el reñidero –la pista de arena donde luchan los gallos de riña para distracción de los hombres– se instala como para graficar la realidad social que viven estos guapos y gauchos.
Pancho Morales -Agamenón, en la tragedia de Sófocles- era uno de esos individuos, en general con cuentas pendientes con la Justicia, que estaban al servicio de los caudillos políticos para protegerlos e, incluso, para eliminar a sus adversarios. Nélida -Clitemnestra- es su esposa y sus hijos son Elena -Electra- y Orestes, el único que conserva el nombre clásico.
Además de la conflictiva social que presenta, en la obra existe un espeso sistema de relaciones de amor-odio que vincula a padres e hijos tomado directamente, claro está, de la obra de Sófocles, pero que De Cecco –a tono con el auge del psicoanálisis en los ‘60– convierte aquí en un surtido muestrario de devociones filiales, rivalidades y mandatos insoslayables.
Las circunstancias del drama pesan por turno sobre una hija obstinada en vengar al padre, una esposa inconsciente y un hijo en plena lucha por encontrarse a sí mismo y dejar de vivir para cumplir mandatos ajenos. En torno del trío que componen Elena, Nélida y Orestes orbita otra serie de personajes de los cuales se requieren singulares matices. A Vicente le cabe encarnar al hombre que ansía la paz y apuesta al trabajo desde que supo escaparle a su destino de matón a sueldo. Por su parte, Morales regresa en cada flash back para exponer los impulsos y las razones de sus actos más polémicos, y Soriano entra y sale de la zona de conflicto, desde que inicia el minucioso cortejo a la mujer del amigo hasta que consigue usurpar su lugar.
Respecto de esta obra dijo De Cecco: 

«Cuando me propuse dar una versión de Electra de Sófocles, me encontré ante la difícil decisión de ubicarla histórica y geográficamente. Elegí un arrabal porteño y un año en crisis: 1905. La población estaba formada en su gran mayoría por gauchos desplazados de la tierra y perseguidos por la justicia que, imposibilitados de integrarse a una ciudad en tren de progreso e industrialización, caían inevitablemente al servicio  de la politiquería local como matones a sueldo. Presentí que esos hombres conservaban las pautas morales rígidas, cristalizadas por las luchas contra el indio. Esta rigidez ética, me permitió su evocación en las duras normas impuestas a los personajes del teatro griego. Tal como en Sófocles y en toda la tragedia, en ese arrabal se vivía permanentemente en estado de duelo (la muerte era una vieja conocida, una presencia habitual en las familias) en un sometimiento al destino como algo irrevocable. Estos fueron los elementos coincidentes que llevaron a ubicar Electra de Sófocles, en el Palermo de 1905, barrio poco invadido por el inmigrante. La gente de Palermo constituía una especie de logia muy cerrada, orgullosa de sí misma y de su bravura y se consideraba la más guapa, la más brava, la más peligrosa. Esta especie de estatus superior respecto de los demás arrabales me dio la oportunidad de crear en el espectador una asociación con el ambiente palaciego en el que se desenvolvía. Por esa misma razón, y con el propósito de dar imágenes colindantes, investigué el lenguaje y pensé que los malevos de Palermo estaban poco influidos por la inmigración, ya que su barrio no era de pequeñas industrias en desarrollo como La Boca y Barracas, y que el hombre 
seguiría conservando ciertos arcaísmos en su habla. Asimismo, y para romper con el código que había impuesto, le di a los personajes femeninos un lenguaje algo barroco, con la esperanza que el espectador se situara inconscientemente en la temporalidad de la tragedia griega.»

Esta obra fue musicalizada por Leda Valladares.